# 大粗根鸢尾
大粗根鸢尾（学名：Iris tigridia var. fortis）为鸢尾科鸢尾属下的一个变种。

## 扩展阅读
- 維基物種上的相關：大粗根鸢尾